# Alfredo García Pinal
Alfredo García Pinal (O Carballiño, 1962) és un director de cinema i guionista gallec.
Llicenciat en Ciències de la informació (Rama d'Imatge) per la Universitat Complutense de Madrid. Crític de cinema en el diari La Voz de Galicia (edició de Pontevedra) sota el pseudònim de “8 i quart” al llarg de quatre anys (1983-1987). Va participar activament -col·laborant o dirigint- en bona part dels curtmetratges cinematogràfics de la dècada dels 80. En 1989 va codirigir Urxa, el seu únic llargmetratge, amb Carlos Piñeiro.
En 1993 funda en Pontevedra l'empresa "Síntese Video Infografía", qque produeix animació 3D per a vídeo i publicitat. A partir d'aquest any, alterna la producció infogràfica amb la realització freelance d'anuncis publicitaris i vídeos corporatius i institucionals.
Actualment és professor de l'EGACI (Escola Superior d'Arts Cinematogràfiques de Galícia), on imparteix l'assignatura de direcció, i a l'Escola de Imaxe e Son de Vigo.
L'any 2009 va començar a fer classes en la Llicenciatura de Comunicació Audiovisual de la Universitat de Vigo, com a professor convidat i es manté en l'actualitat.

## Filmografia
- 1984. "El incidente" (vídeo) CM.
- 1984. "Madrid 2" (vídeo).
- 1984. "Morrer no mar" (35 mm).
- 1989. Urxa, codirecció amb Carlos Piñeiro (35 mm).
- 1993. "A barbeiría" (35 mm).